# 林建昌
林建昌目前是國立清華大學原子科學技術研發中心研究員。

## 經歷
- 1955年自新竹中學畢業
- 1959年自東海大學化工系畢業
- 1961年到清大原子科學研究所擔任助教

## 獲獎與榮譽
- 2006年美國核能學會（英语：American Nuclear Society）特殊貢獻獎